# Yazoo (Volk)
Die Yazoo waren ein Stamm amerikanischer Ureinwohner, die im Südosten der Vereinigten Staaten beheimatet waren und nicht mehr existieren. Sowohl der Yazoo River, der Yazoo County und der Verwaltungssitz Yazoo City in Mississippi sind nach dem Stamm benannt.

## Geschichte
Der kleine Stamm der Yazoo siedelte nördlich der heutigen Stadt Vicksburg am Unterlauf des Yazoo River, einem Nebenarm des Mississippi River, und war eng mit den in der Region beheimateten Stämmen, vor allem den Koroa und den Tunica, verbunden. Etwa ab 1700 lebten katholische Missionare in der Region, die Franzosen errichteten im Jahre 1718 an der Mündung des Yazoo Rivers ein Fort, das den Wasserweg zum Siedlungsgebiet der Chickasaw überwachen sollte. 1729 erhoben sich die Yazoo gemeinsam mit den Koroa nach dem Vorbild ihrer Nachbarn, der Natchez, gegen die Franzosen und zerstörten das Fort. Beide Stämme wurden aus der Region vertrieben und schlossen sich wahrscheinlich den Chicasaw und den Choctaw an.

## Sprache und Kultur
Über die Sprache der Yazoo ist nur wenig bekannt, sie soll jedoch Ähnlichkeiten mit der der Tunica gehabt haben. Nach James Mooney unterschied sich die Kultur der Yazoo nur geringfügig von den Tunica, andere Ethnologen gehen davon aus, dass die Yazoo Teil einer Nebenlinie der Sioux waren, die in der Region durch die Biloxi an der Küste und die Ofo im Hinterland verbreitet waren. Wie diese lebten sie von der Jagd und dem Fischfang.